# میشل جوتودیا
میشل جوتودیا (به فرانسوی: Michel Djotodia) (زاده ۱۹۴۹) رئیس‌جمهور موقت جمهوری آفریقای مرکزی از ۲۴ مارس ۲۰۱۳ تا کنون است.
طی کودتای دسامبر ۲۰۱۲ در آفریقای مرکزی، فرانسوا بوزیزه، رئیس‌جمهور وقت آفریقای مرکزی، سرنگون شد و جوتودیا، رهبر شورشیان سلکا، به عنوان رئیس‌جمهور این کشور معرفی شد.
فرانسوا بوزیزه در سال ۲۰۰۳ در پی یک آشوب و شورش، قدرت را در دست گرفته بود.

## کودتای آفریقای مرکزی در سال ۲۰۱۲
طی کودتایی که در دسامبر ۲۰۱۲ در آفریقای مرکزی رخ داد، فرانسوا بوزیزه، رئیس‌جمهور وقت آفریقای مرکزی، از کاخ ریاست جمهوری در بانگی پایتخت جمهوری آفریقای مرکزی به کنگو فرار کرد.
میشل جوتودیا، رهبر شورشیان (رئیس شورشیان سلکا) که قدرت را در این کشور به دست گرفت به عنوان رئیس‌جمهور انتخاب شد. وی نیز موافقت کرد که در پایان دوره انتقالی برای دور بعدی نامزد انتخابات ریاست جمهوری نباشد.
حمله و تهاجم شورشیان به پایتخت جمهوری آفریقای مرکزی درست دو ماه پس از آنکه آن‌ها یک توافقنامه صلح امضا کردند که به فرانسوا بوزیزه، رئیس‌جمهوری این کشور اجازه می‌داد تا سال ۲۰۱۶ در راس قدرت باقی بماند، صورت گرفت.
طبق قرارداد، مدت ریاست رئیس‌جمهور موقت در آفریقای مرکزی نباید بیش از ۱۸ ماه باشد و در این مدت شورای انتقالی ۱۰۵ نفره به عنوان پارلمان قانونی فعالیت می‌کند.

## تاریخ کودتاها در آفریقای مرکزی
آفریقای مرکزی مستعمره فرانسه بود و در ۱۳ اوت سال ۱۹۶۰ مستقل شد و از آن تاریخ بیش از ۳۰ سال یک رئیس‌جمهور بر آن حکومت کرد. سرانجام این رئیس‌جمهور با فشارهای بین‌المللی کناره‌گیری کرد. آفریقای مرکزی بعد از استقلال در سال ۱۹۶۰، صحنه کودتا یا شورش‌های مختلف بوده‌است.
نخستین انتخابات دموکراتیک در این کشور در سال ۱۹۹۳ برگزار شد. در این دوره از انتخابات ناظران سازمان ملل متحد حضور داشتند.
جمهوری آفریقای مرکزی کشوری با ۴٫۵ میلیون جمعیت، تاریخچه طولانی در بروز ناآرامی و اقدامات شورشیان دارد.